# Courtenay Airport
Courtenay Airport (engelska: Smit Field) är en flygplats i Kanada.   Den ligger i Comox Valley Regional District och provinsen British Columbia, i den sydvästra delen av landet, 3 700 km väster om huvudstaden Ottawa. Courtenay Airport ligger 157 meter över havet.
Terrängen runt Courtenay Airport är varierad. Närmaste större samhälle är Courtenay, 7,9 km öster om Courtenay Airport. 
I omgivningarna runt Courtenay Airport växer i huvudsak blandskog. Runt Courtenay Airport är det glesbefolkat, med 20 invånare per kvadratkilometer.